# Ère Shōan
L'ère Shōan (正安) est une des ères du Japon après l'ère Einin et avant l'ère Kengen. Cette ère couvre la période allant du mois d'avril 1299 au mois de novembre 1302. Les empereurs régnants sont Go-Fushimi-tennō (後伏見天皇) et Go-Nijō-tennō (後二条天皇).

## Changement d'ère
- 1299 Shōan gannen (正安元年?) : Le nom de la nouvelle ère est créé pour marquer un événement ou une série d'événements. L'ère précédente se termine là où commence la nouvelle, en Einin 7.

## Événements de l'ère Shōan
- 1301 (Shōan 3,1re mois) : Durant la cinquième année du règne de Go-Fushimi-tennō (後伏見天皇5年), l'empereur est contraint d'abdiquer et la succession (senso) est reçue par son cousin. Peu après, l'empereur Go-Nijō est déclaré avoir accédé au trône (sokui)[3].
- 1301 (Shōan 3) : Gokenho, un texte bouddhiste est imprimé[4].
- 1302 (Shōan 4) : Le temple Eikan-dō Zenrin-ji mandala est déclaré achevé[5].

| Eikyō     | 1re  | 2e   | 3e   | 4e   |
| Grégorien | 1299 | 1300 | 1301 | 1302 |

## Crédit d'auteurs
- (en) Cet article est partiellement ou en totalité issu de l’article de Wikipédia en anglais intitulé « Shōan » (voir la liste des auteurs).